# عبد الرحيم حسين بابكر
دكتور عبد الرحيم حسين بابكر هو أول طبيب سودانى يتحصل على درجتى دكتوراة.. دكتوراة في طب المناطق الحارة ودكتوراة أخرى في الامراض الجلدية والتناسلية والعقم. ولد بالجريف غرب في 13 يوليو 1934.
كان دكتور عبد الرحيم حسين بابكر من الجيل الذي لعب دور مهم في ازكاء وقود الثورة التي توجت باستقلال السودان من التاج البريطاني انه من الجيل الذي وهب حياته من غير نكران لخدمة السودان لقد تعرض الدكتور عبد الرحيم للفصل من الدراسة لمواقفه السياسية حيث كان من الجيل الأول من الطلبة الذين انضموا للجبهة المعادية للاستعمار وكان اسمه الحركي (القروي) وبعد فصلهم من الدراسة في السودان توجهوا صوب مصر حيث كانت ملاذآ لذلك الجيل المغضوب عليه من الاستعمار وفي مصر التحق بكلية الطب جامعة الإسكندرية وفي نفس الوقت حملوا قضايا الوطن في حدقات عيونهم وانتظم مع اقرانه في النشاط السياسي حيث انضم للحركة السودانية للتحرر الوطني (حستو) ولم تمنعهم مناهل العلم من التخلي عن قضايا السودان الوطنية فسيروا المسيرات والاعتصامات المنادية باستقلال السودان من التاج المصري البريطاني نتيجة لتلك النشاطات السياسية لقد تم فصله أيضا وتم إيداعه في السجن وتمكن من الهرب بمساعدة بعض من خلايا اليسار المصري في ذلك الزمان وتم تهريبهم لإيطاليا ومنها تمكن من الوصول لالمانيا حيث تيسر له الالتحاق بجامعة كيل بالمانيا حيث نبغ في دراسة الطب وتخرج وعاد للسودان وعمل في العديد من أقاليم وقرى السودان طبيب امتياز وعندما تقدم بطلب لفتح عيادة خاصة حينها كان الراحل دكتور عبد الحليم محمد مسئولاً عن المجلس الطبي فرفض بحجة انه لا يسمح بفتح عيادة لطبيب ان لم يكن متخصص فعاد ادراجه مرة أخرى لالمانيا وتحصل على شهادتين للدكتوراة في طب المناطق الحارة ودكتوراة أخرى في الأمراض الجلدية والتناسلية من جامعة كيل في أوائل الستينات حيث عمل في العديد من المستشفيات الألمانية في برلين وهامبورغ ثم عاد للسودان حيث أسس وأشرف على قيام أول مستشفى للامراض الجلدية والتناسلية وامراض طب المناطق الحارة كما انه من الذين لهم بحوث أدت وساهمت في إيجاد مرهم لعلاج مرض الكلازار الذي انتشر في حقبة الثمانينات ولقد بقى الراحل على إدارة المستشفى وتعليم طلبة كلية الطب إلى ان جاء نظام ثورة الإنقاذ وتم ابعاده من إدارة المستشفى ككبير لمستشاري الامراض الجلدية والتناسلية بوزارة الصحة فتقدم باستقالته وتم حرمانه من حقوقه المعاشية.